# Голенков, Егор Дмитриевич
Его́р Дми́триевич Голенко́в (род. 7 июля 1999, Самара) — российский футболист, нападающий клуба «Ростов».

## Биография
Воспитанник Академии футбола имени Юрия Коноплёва, был капитаном команды 1999 года рождения, призёром и чемпионом ряда юношеских российских соревнований. В апреле 2015 года проходил десятидневный учебно-тренировочный сбор в португальском «Спортинге». По возвращении должен был подписать контракт с ФК «Лада-Тольятти». Позже оказался в самарских «Крыльях Советов», в молодёжной команде которых дебютировал 31 июля. Первый матч в премьер-лиге провёл 31 октября 2016 года — в гостевой игре против «Оренбурга» вышел на замену на 84-й минуте.
В январе 2017 года был на сборах в юношеской сборной России. Но на второй тренировке получил травму, после чего длительное время восстанавливался.
Летом 2017 года был отдан в аренду в португальскую команду «Униан Лейрия». В сезоне 17/18 провел 15 матчей и забил 5 мячей за молодежную команду «Униан Лейрия», принадлежащую в то время Александру Толстикову.
Летом 2018 года вернулся в «Крылья Советов». Был заявлен за молодёжную команду, за которую впервые в своей карьере забил 4 мяча в одном матче, 5 ноября 2018 года, в ворота «Уфа-м» (5:0).
В октябре 2018 года получил вызов в сборную России U-20. Провёл два контрольных матча: против сборных Швеции и Дании.
Вошёл в топ-3 бомбардиров молодёжного первенства РПЛ 2018/19.
В 2021 году переехал в Чехию.
В сезоне-2020/21 провёл 44 матча, забив 18 голов.
9 февраля 2022 года вернулся в Россию, заключив пятилетний контракт с клубом «Ростов».

## Клубная статистика
| Выступление        | Выступление      | Выступление      | Лига | Лига | Кубки страны | Кубки страны | Итого | Итого |
| Клуб               | Лига             | Сезон            | Игры | Голы | Игры         | Голы         | Игры  | Голы  |
| ------------------ | ---------------- | ---------------- | ---- | ---- | ------------ | ------------ | ----- | ----- |
| Крылья Советов     | Премьер-лига     | 2016/17          | 1    | 0    | —            | —            | 1     | 0     |
| Крылья Советов     | Премьер-лига     | 2019/20          | 9    | 0    | —            | —            | 9     | 0     |
| Крылья Советов     | ФНЛ              | 2020/21          | 36   | 14   | 6            | 3            | 42    | 17    |
| Крылья Советов     | Итого            | Итого            | 46   | 14   | 6            | 3            | 52    | 17    |
| → Крылья Советов-2 | ПФЛ              | 2020/21          | 2    | 1    | —            | —            | 2     | 1     |
| → Крылья Советов-2 | Итого            | Итого            | 2    | 1    | —            | —            | 2     | 1     |
| Ростов             | Премьер-лига     | 2021/22          | 10   | 0    | —            | —            | 10    | 0     |
| Ростов             | Премьер-лига     | 2022/23          | 29   | 3    | 10           | 5            | 39    | 8     |
| Ростов             | Премьер-лига     | 2023/24          | 12   | 5    | 5            | 1            | 17    | 6     |
| Ростов             | Итого            | Итого            | 51   | 8    | 15           | 6            | 66    | 14    |
| Всего за карьеру   | Всего за карьеру | Всего за карьеру | 99   | 23   | 21           | 9            | 120   | 32    |

## Достижения
«Крылья Советов»
- Кубок России: финалист 2020/21
- ФНЛ: победитель 2020/21